# Сантьяго Абаскаль
Сантьяго Абаскаль Конде (ісп. вимова: [sanˈtjaɣo aβasˈkal ˈkonde] ; нар. 14 квітня 1976) — іспанський політик, з вересня 2014 року лідер націонал-консервативної політичної партії Вокс. Абаскаль — член Конгресу депутатів, який представляє Мадрид з 2019 року. До створення Вокс Абаскаль тривалий час перебував у Народній партії, працював законодавцем у парламенті Басків, заснував Іспанський націоналістичний фонд захисту іспанської нації та обіймав посаду директора організації Спільнота Мадрида, яка фінансувалася державою.

## Біографія

### Раннє життя
Абаскаль народився в Більбао. Він походить від видатного роду політиків провінції Алава: його батько Сантьяго Абаскаль Ескуза був політиком і членом Народної партії, а його дід Мануель Абаскаль Пардо працював мером Амурріо з 1963 по 1979 роки під час Франківської диктатури та переходу Іспанії до демократії. Через їхню політичну діяльність родині Абаскаля постійно погрожувала терористична група ЕТА.

### Політична кар'єра

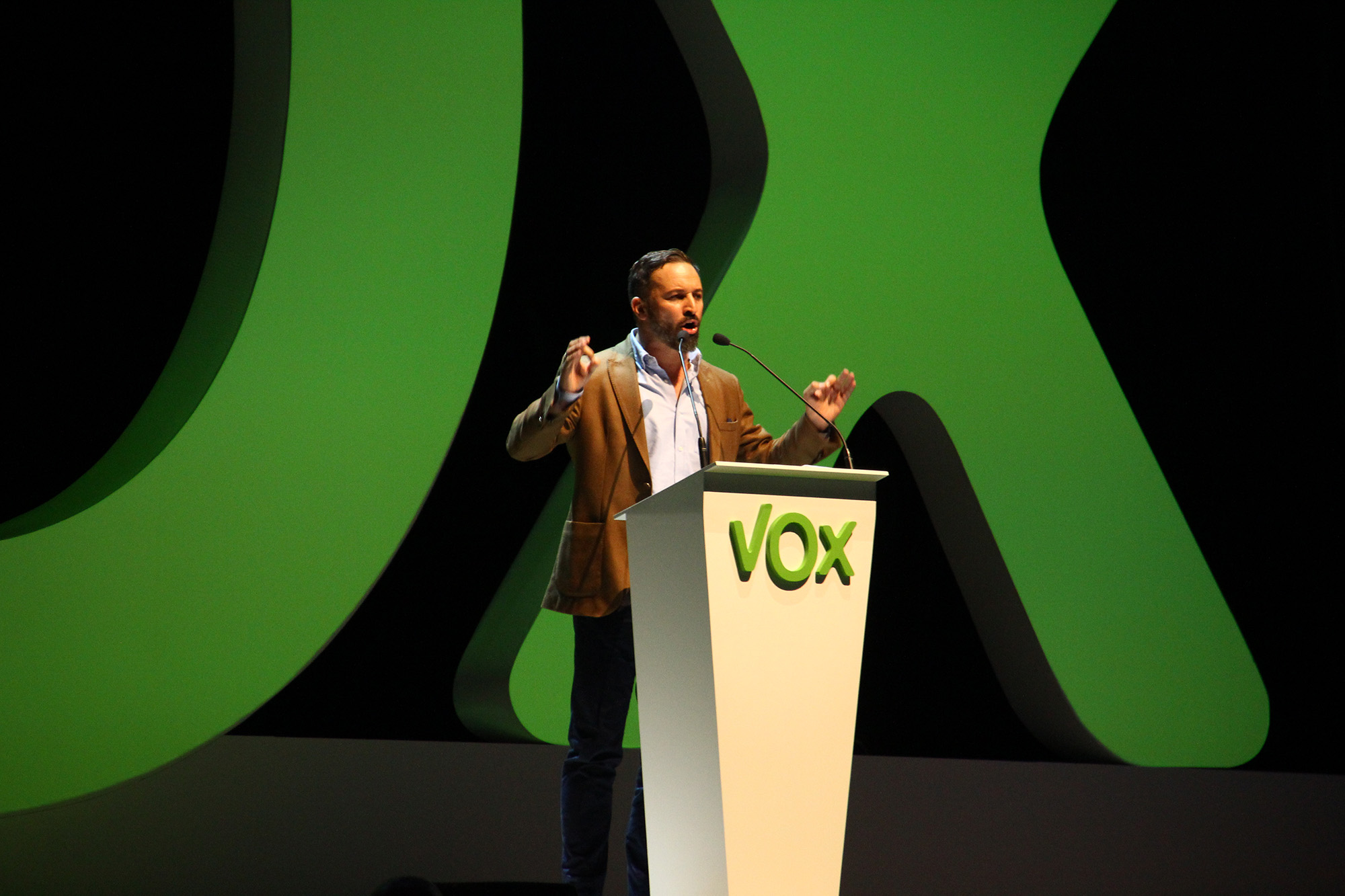
Абаскаль виступає з промовою у 2018 році

У 1994 році, 18-річним, він став членом Народної партії. Абаскаль був міським радником Лаудіо протягом двох термінів (1999—2007). З січня 2004 року по лютий 2005 року він працював у парламенті Басків від округу Алава. З жовтня 2005 року по січень 2009 року він працював у регіональному законодавчому органі.
Коли він покинув баскську політику, Есперанса Агірре, регіональний президент Спільноти Мадрида, призначила його на посаду директора Агентства із захисту даних Спільноти Мадрида (2010—2012). Пізніше Абаскаля призначили директором Фонду меценатства та соціального спонсорства (2013), який фінансувався державою. Під час періоду Абаскаля фонд був маловідомим.
У 2013 році Абаскаль залишив ПП та допоміг заснувати нову партію Вокс, яка була створена того ж дня, коли розпався Фонд меценатства та соціального спонсорства. Після невтішного результату Вокс на виборах до Європейського парламенту у травні 2014 року, на яких партія не змогла отримати жодного місця, посилилась внутрішня боротьба в партії. Поміркована фракція відокремилась, і 20 вересня 2014 року Абаскаль став новим президентом партії.
Під час виборчих кампаній 2020 і 2021 років для регіональних виборів у Басконію та Каталонію радикальні політичні опоненти атакували численні виборчі заходи, за участю Абаскаля як одного зі спікерів, на основі того, що «законні передвиборчі заходи Вокса у цих провінціях вважалися актами провокації».

## Політична позиція
Політична програма Абаскаля у 2018 році закликала до виселення всіх нелегальних іммігрантів, будівництва «непрохідних стін» в іспанських африканських анклавах Сеута та Мелілья, заборони викладання ісламу, возвеличення «національних героїв», ліквідації всіх регіональних парламентів й опозиції каталонському націоналізму. У 2019 році він використовував антимусульманську риторику та закликав до нової Реконкісти або відвоювання Іспанії.
Він пропагує кліматичний скептицизм і вважає глобальне потепління «найбільшим шахрайством в історії».
Щодо економічних питань, він заявляє про спадщину прем'єр-міністра 1996—2004 років Хосе Марії Аснари з Народної партії та підтримує ліберальну та консервативну лінію, разом з різким скороченням державних витрат.

## Особисте життя
Перша дружина — Ана Белен Санчес, яка балотувалася від НП на місцевих виборах у Лаудіо та Суї. У пари народилося двоє дітей. У червні 2018 року він одружився з іспанською блогеркою та інфлюенсеркою Лідією Бедман-Лапеня. У пари народилося двоє дітей. Абаскаль є давнім членом Іспанського орнітологічного товариства. Абаскаль — член ультраконсервативної асоціації HazteOir (HO). У 2012 році він отримав премію від організації HO.
Через регулярні погрози вбивством за його політичні погляди та роботу Абаскаль має дозвіл на носіння та використання пістолета для самозахисту. А саме, ліцензію типу B, яка надається цивільним особам, які мають високу ймовірність зазнати нападу. Згідно з найсуворішими законами Іспанії про володіння зброєю, такі ліцензії є рідкістю, їх отримали лише близько 0,02 % населення.
Абаскаль був одним із кількох іспанських політиків, які отримали позитивний результат на вірус COVID-19 під час пандемії 2020 року.